# Radek Mounajjed
Radek Mounajjed (* 24. srpna 1971 Pardubice) je český stomatolog a vysokoškolský pedagog specializující se na protetickou stomatologii na Lékařské fakultě Univerzity Palackého v Olomouci.

## Životopis
Narodil se v rodině vysokoškolského profesora chemie v Pardubicích. Dětství prožil v Damašku a vyrůstal v česko-syrské rodině. Maturoval na všeobecném gymnáziu Ez al-Dín al-Tanúchí School v roce 1989. Zubní lékařství vystudoval na fakultě zubní medicíny Damašské univerzity a promoval v roce 1994 (DDS). Po návratu do České republiky nostrifikoval svůj diplom na Karlově univerzitě, kde mu byl udělen titul MUDr.
V roce 1995 nastoupil na pozici asistenta na Lékařskou fakultu Univerzity Karlovy v Hradci Králové. Roku 1997 složil atestaci prvního stupně a o dva roky později specializační atestaci v protetické stomatologií. Postgraduální studium (Ph.D) ukončil v roce 2004. Doktorandská vědecká práce se věnovala tématu Protetika nesená implantáty. V roce 2001 založil soukromou stomatologickou kliniku D.C.M klinika s.r.o.
Přednášel pro postgraduální studenty na Mayo Clinic či Torontské univerzitě a další. Jako jediný český stomatolog[zdroj⁠?!] přednášel na Harvardově univerzitě (2015). Jako první stomatolog ze střední Evropy se ve Spojených státech stal plnohodnotným členem uzavřené vědecké společnosti Academy of Prosthodontics. Společnost čítá pouze 90 členů z celého světa. Jako první sestavil lékařský tým, který provedl imediátní zatížení implantátů lidově nazývané zuby za jeden den.[zdroj⁠?!] V roce 2002 začal používat jako první v České republice[zdroj⁠?!] CAD/CAM zařízení na nepřímé skenování. Stal se spoluzakladatelem Hradeckého dentálního vzdělávacího institutu (HDVI), organizace podílející se na části vzdělávání českých i slovenských zubních lékařů, hygienistek a zubních techniků. Je spoluzakladatelem dentálního kongresu v České republice Dental Summit.
V roce 1999 se oženil s Mgr. Jitkou Mounajjedovou, rozenou Piknovou.[zdroj?]

## Politická angažovanost
V krajských volbách v roce 2024 kandiduje do Zastupitelstva Královéhradeckého kraje z 3. místa kandidátky koalice „HLAS samospráv“ (tj. SOCDEM, SproK a RH).

## Odborné publikace a přednášky
- Mounajjed, Radek, Thomas Taylor, Omar Hamadah, Iva Voborná, Marwan Al-Akkad. 2022. “Assessment of the Readiness of Restorations Manufactured by CAD/CAM in Terms of Marginal Fit (Part I).” PeerJ 10:e13280. doi: 10.7717/peerj.13280.
- Akkad M., Voborná I., Mounajjed R.,2020. Proper selection of dental cements in fixed prosthodontics: Vhodný výber zubných cementov vo fixnej protetike. Stomatológ: recenzovaný odborný a vedecký časopis zameraný na zubné lekárstvo a maxilofaciálnu chirurgiu, 30(2), pp.39-44.
- Kovalský T., Vágnerová B., Modelová, Voborná, Mounajjed.,: Přímá rekonstrukce stálého chrupu pacientky s Amelogenesis imperfecta
- Hammal, M., Černý, D., Voborná, I., Mounajjed, R.Význam 10-methacryloyloxydecyl dihydrogen phosphate “10-MDP” v adhesivní stomatologii: Stomatolog
- Mounajjed R, Strnad J, Cevallos Lecaro M. Two-stage Lateral Maxillary Sinus Lift using Autogenous Bone and β-Tricalcium Phosphate: Clinical and Histomorphometric Evaluation. Madridge J Dent Oral Surg. 2020; 5(1): 96-100.
- Přibyl M., Žižka R., Mounajjed R.,: Alternativa konvenčního endodontického ošetření stálého zubu s dokončeným vývojem kořene. Jak úspěšně napravit neúspěch?: LKS. 2020; 30(4): 66 – 71
- Mounajjed R., Přibyl M., : Alternativní postup při zhotovování celkové snímatelné náhrady. Čes. stomatol. Prakt. zubní lék. 2019;119(2):45-47
- Azar B., Mammal M., Morzova Y., Mounajjed R., : The oral health behavior of Palacky university students. IOSR Journal of Dental and Medical Sciences (IOSR-JDMS) e-ISSN 2279-0861. Volume 14, Issue 9 Ver. V (Sep. 2015), PP 26-32
- Mounajjed R., Azar B., Špidlen M.,; E.Eckert S., :Predictability of CAD/CAM fabricated aluminum oxide core crowns and veneers. IOSR Journal of Dental and Medical Sciences (IOSR-JDMS) e-ISSN 2279-0853, p-ISSN 2279-0861. Volume 13, Issue 12 Ver. I (Dec. 2014)
- Azar B., Makhoul F., Yazigi S., Mounajjed R.,: Implants separated by less than 2mm in the posterior mandible., IOSR Journal of Dental and Medical Sciences (IOSR-JDMS) e-ISSN 2279-0853, p-ISSN 2279-0861. Volume 13, Issue 10 Ver. I (Oct. 2014), PP 116-118
- Krug, J., Mounajjed, R. (2003). Two ways of immediate rehabilitation of edentulous mandible with dental implants and prostheses--critical view on Branemark System Novum. Acta Medica (Hradec Kralove), 46(4), 205-212.
- Cevallos M., Mounajjed R., Černý D.: Náhrada jednoho zubu implantátem v esteticky významné oblasti kombinovaná s kostní augmentací. LKS 2011, roč. 21, č. 1, s. 7-15. ISSN 1210-3381.
- Mounajjed R., Šoukalová H., Azar B., Černý D., Hammal M.: Celokeramické náhrady. Praktické zubní lékařství ( Přijato v tisku pod značkou RP 01018) 2018
- Šimůnek A., Kopecká D., Mounajjed R.: Zkušenosti se systémem oseointegrovaných dentálních implantátů Impladent. Stomatológ (Martin). 1999, Roč. 9, č. 2, s. 4-6. ISSN 1335-0005.
- Šimůnek A., Kopecká D., Mounajjed R., Strnad Z.,: Clinical analysis of osseointegrated dental implants with regard to the surface finish of fixture. ACTA MEDICA (HRADEC KRÁLOVÉ) 2001, Vol. 44, No. 2
- Mounajjed R., Sobotka M.: Chyby a tipy v protetické stomatologii.Komplikace ve fixní protetice. Co mohlo vést k odštípnutí keramické fazety z metalokeramické korunky krátce po jejím nacementování? LKS, 2010, 20(10): 210–211
- Mounajjed R., Sobotka M.: Chyby a tipy v protetické stomatologii. Odevzdání fixní náhrady. Jaká může být příčina špatného dosazení korunky. LKS, 2010, 20(9):188-189
- Mounajjed R., Sobotka M.: Chyby a tipy v protetické stomatologii. registrace mezičelistních vztahů. Byl přenos modelů do artikulátoru správný. LKS, 2010, 20(7–8): 160–161
- Mounajjed R., Sobotka M.: Chyby a tipy v protetické stomatologii. registrace mezičelistních vztahů.Je tento způsob registrace mezičelistních vztahů správný. LKS, 2010, 20(6): 138–139
- Mounajjed R., Sobotka M.: Chyby a tipy v protetické stomatologii. Odevzdání fixní náhrady. Mohu tuto metalokeramickou korunku (obr. 1) přijmout z laboratoře? LKS, 2010, 20(5): 116–117
- Mounajjed R., Sobotka M.: Chyby a tipy v protetické stomatologii. Otiskování-Pomocný: Mohu tento otisk použít k výrobě modelu protiskusu? LKS, 2010, 20(4): 90–91
- Mounajjed R., Sobotka M.: Chyby a tipy v protetické stomatologii. otisk:.Můžeme použít tento pracovní model (obr. 1) k výrobě fixní náhrady? LKS, 2010, 20(3): 64–65
- Mounajjed R., Sobotka M.: Chyby a tipy v protetické stomatologii. Otiskování:Proč vznikl defekt v tomto otisku? LKS, 2010, 20(2): 38–39
- Mounajjed R., Sobotka M.: Chyby a tipy v protetické stomatologii. Otiskování: Smím tento otisk odeslat do laboratoře? LKS, 2010, 20(1): 20–21
- Mounajjed R., Šimůnek A., Kopecká D.: Principles of Prosthodontic Implantology: Prakt. zub. Lék., 2001, 49:13-20.
- Šimůnek A., Mounajjed R., Kopecká D., Taha M.: IMPLADENT system, scientific dental mag. Syria, 1-2, 1999, no.35.
- Mounajjed R., : Materiálová problematika suprakonstrukcí. Dentální Implantologie III, Šimůnek a kolektiv . Artilis 2017 : 213-221
- Mounajjed R., Šimůnek A., Zábrodský V., Jirkalová R.: Protetické zásady v dentální implantologii. Dentální implantologie, Šimůnek a kol., Nukleus HK. 2001: 77-118.
- Mounajjed R.: Protetická kapitola, Praktický rádce zubního lékaře, Verlag Dashőfer, nakladatelství, s.r.o. 2005; kapitoly 4.1.2, 4.1.3 (4.1 3.1 - 4.1.3.3), 4.1.4, 4.1.6, 4.3
- Mounajjed R., Macho J.: Rozsáhlý defekt chrupu a jeho rekonstrukce pomocí implantátů. Quintessenz, 2006, 9
- Krug J., Mounajjed R., Kasabah S.: Nová koncepce rehabilitace bezzubé dolní čelisti pomocí imediátně zatížených implantátů (Brånemark System© Novum for Same-day Teeth). Quintessenz, , 2002, 11:20-24.
- Šimůnek A., Baše J., Kopecká D., Mounajjed R., Skalská H.: Single tooth restoration with IMPLADENT implant, Quintessenz, 1998,7:46-50.
- Šimůnek A., Kopecká D., Mounajjed R.: Experience with osseoitegrated dental implants/Impladent/, Sovremennaja Stomatologia, 1999, 2(1):50-52.
- Šimůnek A., Mounajjed R., Kulhánek L., Kopecká D., Dentální implantologie. VIII. Protetická fáze implantace. Progresdent, 1999, 1:28-30.
- Krug J., Kasabah S., Mounajjed R., Cevallos M., Šimůnek A.:Lateralizace nervus alveolaris inferior v kombinaci s dentální implantací. Kazuistika. Quintessenz (Praha). 2002, Roč. 11, č. 2, s. 47-50. ISSN 1210-017X.
- Kunkela J, Mounajjed R. 1996. Dočasná eliminace dávivého reflexu. Quintessenz 5:58-59.
- Šimůnek, A., Kopecká, D., Selke-Krulichová, I., Škrabková, Z., Mounajjed, R. (2001). Pětileté sledování dentálních implantátů Impladent. Quintessenz, 10(5), 20-25.
- Miguel C. L., Strnad J., Mounajjed R.,: Two-stage maxillary sinus augmentation using autogenous bone and β-tricalcium phosphate: clinical and histomorphometric evaluation in humans: 399. Clinical Oral Implants Research. 24():195–196, OCT 2013 p-ISSN 0905-7161
- 2019/2 Minimal invasive preparation. What makes the difference? 68th ANNUAL SCIENTIFIC SESSION The American Academy of Fixed Prosthodontics CHICAGO , USA
- 2015/9 Marginal gap. What is reality and what is goal? International College of Prosthodontists Seoul, Korea “Invited Speaker”
- Mounajjed R.: Transfer of provisional contours to definitive implant supported restoration: a technical report, Poster presentation, ICP annual meeting , Crete. 2005
- Mounajjed R., Krug S., Kasabah S.: Analysis before augmentation in severely atrophic edentulous maxilla, Poster presentation, Annual meeting of European Prosthodontic association EPA, Prague, Czech Republic. 2001.
- Mounajjed R.: Nové tvrdé patro, poster presentation, Sazamuv den Hradec Králové , 9/1998.
- Mounajjed R., Dřízhal I.: Impressions, poster presentation, ADEE, Annual Meeting, Sheffield, GB, 1996.
- Mounajjed R., Dřízhal I.: Talent exam, poster presentation, ADEE, Annual Meeting, Utrecht, Netherlands, 1997.

## Přehled absolvovaných vědeckých a odborných stáží
- červen 1997, Flashing Hospital, New York, USA, Visiting clinician
- březen 1999, Mayo Clinic, Rochester, Minnessota, USA, Visiting clinician
- listopad 2000, New Jersey Dental school, New Jersey, USA, Visiting clinician
- listopad 2004, Mayo Clinic, Rochester, Minnessota, USA, Visiting clinician